# Billabong (azienda)
Billabong è un'azienda di abbigliamento da surf australiana, fondata nel 1973 da Gordon e Rena Merchant.
Dall'11 agosto 2000 l'azienda è quotata presso l'Australian Securities Exchange.
L'azienda ha rilevato nel corso degli anni numerosi marchi di abbigliamento sportivo come Palmers Surf, Honolua Surf, Swell.com, Von Zipper, Kustom (calzature), Nixon, Xcel Wetsuits e Tigerlily, oltre che dal 2002 il marchio di abbigliamento ed accessori per lo skateboard Element.
Insieme alla Rip Curl e alla Quiksilver fa parte dei cosiddetti Big Three del mondo del surf.
Da febbraio 2018 l'azienda è stata rilevata da Boardriders (Quiksilver, Roxy, DC Shoes), andando così a formare il più grande gruppo nel mercato boardsports.

## Nella cultura di massa
La Billabong è citata dal cantautore Davide Van De Sfroos nella sua canzone di maggiore successo, Yanez.